# Perissologie
Perissologie (περισσολογία = griechisch Häufung, entbehrliche Rede, der Wortschwall, die Weitschweifigkeit im Reden) ist die Bezeichnung für eine Häufung synonymer Wörter zur starken Betonung eines Begriffes, in der Stilistik und Rhetorik eine rhetorische Figur, die als ein Mittel zur Verstärkung von Aussagen dient.
Beispiele
mit Sack und Pack
mit Fug und Recht
ohne Rast und Ruh
voll Wonne und Lust
mit Hohn und Spott
Schimpf und Schande
hinter Schloss und Riegel
Vgl. auch Zwillingsformel, Tautologie und Pleonasmus. Der Unterschied zwischen dem Pleonasmus und
der Perissologie besteht darin, dass bei jenem nur durch ein Formwort ein längeres Verweilen bei dem betreffenden Begriffe bezweckt wird, ohne dass er verstärkt würde, bei dieser dagegen eine Verstärkung der Vorstellung eintritt. Daher verleiht eine richtige Perissologie dem Ausdruck Fülle und Reichtum.